# Julija Stupaková
Julija Stupaková, celým jménem Julija Sergejevna Stupaková, rozená Bělorukovová (* 21. ledna 1995 Sosnogorsk, Komijská republika), je ruská běžkyně na lyžích, dvojnásobná olympijská medailistka ze Zimních olympijských her 2018. V jihokorejském Pchjongčchangu vybojovala bronz ve sprintu a další bronz se štafetou. Na MS 2017 ve finském Lahti vybojovala stříbro ve sprintu dvojic.

## Výsledky

### Výsledky na OH
- 2 medaile – (individuálně – 1 bronz, štafeta – 1 bronz)

| Rok  | Věk | 15 km | 30 km skiatlon | 50 km hromadný start | sprint | 4 × 10 km štafeta ženy | sprint dvojic |
| ---- | --- | ----- | -------------- | -------------------- | ------ | ---------------------- | ------------- |
| 2018 | 23  | —     | 18.            | —                    | 3.     | 3.                     | 9.            |

### Výsledky na MS
- 2 medaile – (dvojice – 1 stříbro, štafeta – 1 bronz)

| Rok  | Věk | 15 km | 30 km skiatlon | 50 km hromadný start | sprint | 4 × 10 km štafeta ženy | sprint dvojic |
| ---- | --- | ----- | -------------- | -------------------- | ------ | ---------------------- | ------------- |
| 2017 | 22  | —     | —              | —                    | 10.    | 5.                     | 2.            |
| 2019 | 24  | 12.   | —              | —                    | 19.    | 3.                     | 4.            |
| 2021 | 26  | 29.   | 11.            | —                    | 13.    | 2.                     | 4.            |

### Výsledky ve Světovém poháru
| Sezóna  | Věk | Sezónní výsledky | Sezónní výsledky | Sezónní výsledky | Sezónní výsledky | Výsledky na Ski Tour | Výsledky na Ski Tour | Výsledky na Ski Tour | Výsledky na Ski Tour |
| Sezóna  | Věk | Celkově          | Distance         | Sprinty          | U23              | Nordic Opening       | Tour de Ski          | WC Final             | Ski Tour Kanada      |
| ------- | --- | ---------------- | ---------------- | ---------------- | ---------------- | -------------------- | -------------------- | -------------------- | -------------------- |
| 2013/14 | 19  | 108.             | —                | 71.              | —                | —                    | —                    | —                    | —                    |
| 2015/16 | 21  | 39.              | 34.              | 44.              | 5.               | 31.                  | —                    | —                    | 21.                  |
| 2016/17 | 22  | 32.              | 52.              | 18.              | 2.               | 20.                  | —                    | 22.                  | —                    |
| 2017/18 | 23  | 29.              | 39.              | 19.              | 5.               | 14.                  | —                    | 29.                  | —                    |
| 2018/19 | 24  | 8.               | 8.               | 12.              | —                | 11.                  | 5.                   | 50.                  | —                    |
| 2020/21 | 26  |                  |                  |                  | —                | 21.                  | 2.                   | —                    | —                    |

## Osobní život
Dne 3. května 2019 se v Jekatěrinburgu provdala za Nikitu Stupaka, kolegu z ruské reprezentace v běhu na lyžích.
Po sezóně 2018/19 uposlechla doporučení trenérského týmu a stejně jako Taťana Sorinová, Anastasija Sedovová a Elena Usťugovová otěhotněla a 7. ledna 2020 porodila syna Arsenyho.